# Apocynum × floribundum
Espèce

Apocynum × floribundum ou « Intermediate dogbane », l'apocyn intermédiaire, est une espèce de la famille des Apocynaceae. Il est répandu au Canada, aux États-Unis et dans le nord du Mexique,,,.

## Taxonomie
On pense que l'apocyn intermédiaire est d'origine hybride car ses caractéristiques sont intermédiaires entre Apocynum cannabinum (dogbane) et Apocynum androsaemifolium (apocyn qui se propage).
Il a pour synonymes
- Apocynum × vestitum Greene 1894
- Apocynum × medium Greene 1897
- Apocynum × speciosum G.S.Mill. 1900
- Apocynum × urceolifer G.S.Mill. 1900
- Apocynum × lividum Greene 1901
- Apocynum × milleri Britton 1901
- Apocynum × andrewsii Greene 1902
- Apocynum × divergens Greene 1902
- et bien d'autres...